# Русселия
Русселия (лат. Russelia) — род вечнозелёных или листопадных кустарников и полукустарников семейства Подорожниковые (Plantaginaceae).

## Этимология названия

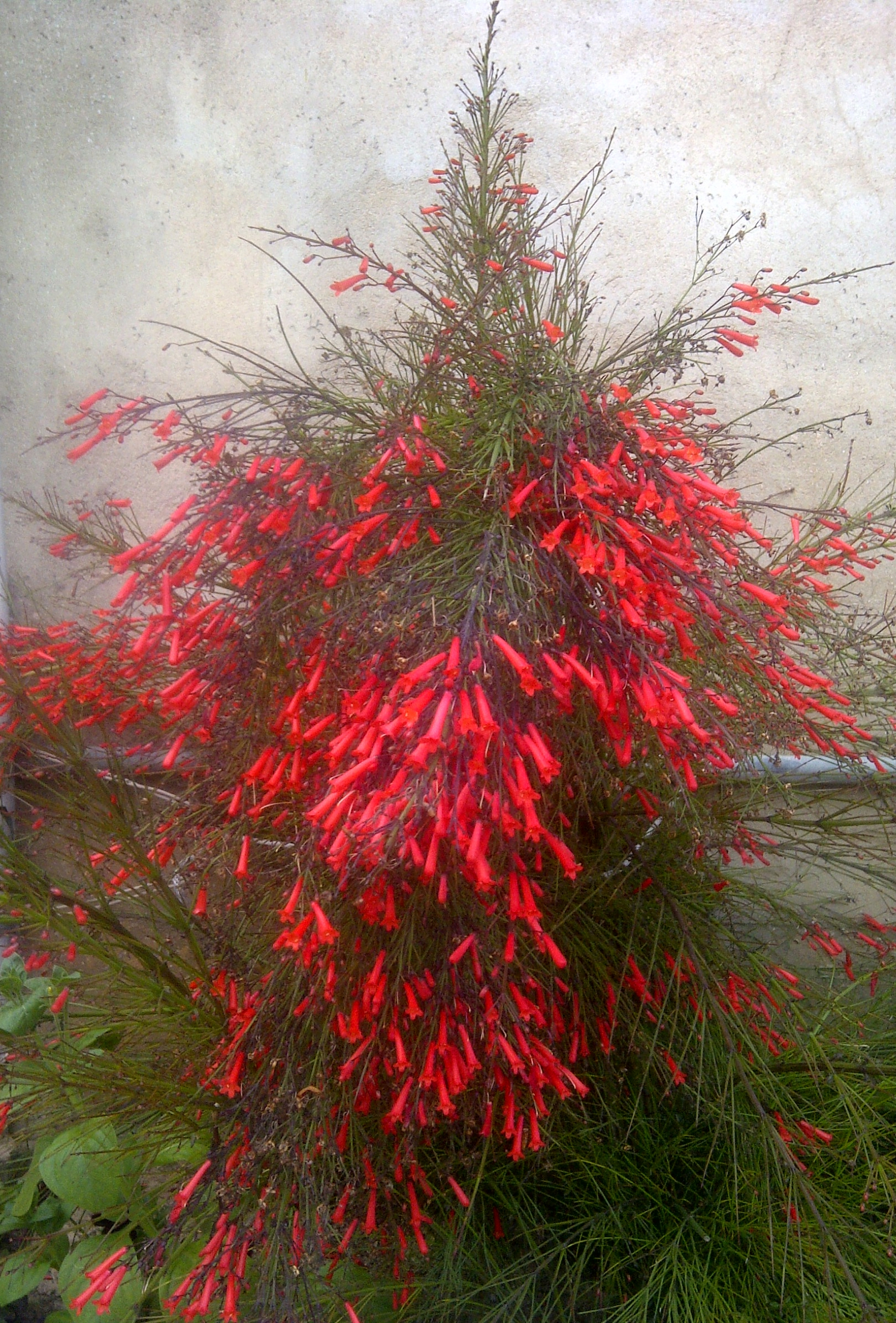
Русселия Пакистан

Род назван в честь шотландского натуралиста Александра Рассела (1715—1768).

## Ботаническое описание
Побеги поникающие, густые, напоминают метёлку, часто несут чешуйчатые листья, супротивные или мутовчатые.
Соцветия цимозные, расположены на концах побегов, состоят из трубковидных цветков красного, розового и белого цвета. Яркие цветки русселии привлекают птиц и насекомых (таких как пчёлы), поедающих нектар.

## Распространение и местообитание
Ареал — лесные области от Мексики и Кубы до Колумбии.

## Хозяйственное значение и применение
Один вид — Русселия хвощевидная (Russelia equisetiformis) — используется как декоративное растение, выращивается в культуре. В областях с температурами ниже нуля содержится как комнатное растение в подвесных кашпо в отапливаемых теплицах. В более тёплых областях высаживают на опушках кустарниковых посадок или у края опорных стен.

### Агротехника
Уход. Обычно выращивают в теплице, оранжерее, на солнце или с лёгким затенением в обычном садовом субстрате. В период роста следует поливать умеренно, подкармливать жидким комплексным удобрением 1 раз в месяц. Зимой полив сократить. Нуждается в подрезке.
Размножение. Весной с помощью бандажирования. Зелёными черенками — в любое время года.

## Виды
По информации базы данных The Plant List, род включает 48 видов:
- Russelia acuminata Carlson — Русселия заострённая
- Russelia campechiana Standl.
- Russelia chiapensis Lundell
- Russelia coccinea (L.) Wettst. — Русселия ярко-красная
- Russelia contrerasii B.L.Turner
- Russelia conzattii Carlson — Русселия Концатти
- Russelia cora Mendez-L. & O.Téllez
- Russelia cuneata B.L.Rob.
- Russelia durantifolia Sw.
- Russelia elongata Carlson — Русселия удлинённая
- Russelia equisetiformis Schltdl. & Cham. — Русселия хвощевидная
- Russelia floribunda Kunth
- Russelia furfuracea Brandegee — Русселия шелушащаяся
- Russelia grandidentata Carlson
- Russelia hintonii Lundell — Русселия Хинтона
- Russelia iltisneeana B.L.Turner
- Russelia jaliscensis B.L.Rob.
- Russelia laciniata Standl. & Steyerm.
- Russelia lanceifolia Lundell — Русселия ланцетолистная
- Russelia leptopoda Lundell
- Russelia longifolia Carlson — Русселия длиннолистная
- Russelia longisepala Carlson — Русселия длинночашелистиковая
- Russelia maculosa Lundell
- Russelia manantlana B.L.Turner
- Russelia maritima L. — Русселия морская
- Russelia obtusata S.F.Blake — Русселия тупая
- Russelia parvifolia Carlson — Русселия мелколистная
- Russelia polyedra Zucc. — Русселия односторонняя
- Russelia pringlei B.L.Rob. — Русселия Прингла
- Russelia pubescens Lundell — Русселия пушистая
- Russelia purpusii Brandegee — Русселия Пурпуза
- Russelia retrorsa Greene
- Russelia rotundifolia Cav. — Русселия круглолистная
- Russelia rugosa B.L.Rob.
- Russelia sarmentosa Jacq. — Русселия отпрысковая
- Russelia sonorensis Carlson
- Russelia staleyae Carlson
- Russelia standleyi Carlson
- Russelia steyermarkii Carlson — Русселия Стейермарка
- Russelia syringaefolia Schltdl. & Cham.
- Russelia tenuis Lundell — Русселия тонкая
- Russelia tepicensis B.L.Rob.
- Russelia teres Lundell
- Russelia ternifolia Kunth — Русселия тройчатолистная
- Russelia tetraptera S.F.Blake
- Russelia verticillata Kunth — Русселия мутовчатая
- Russelia villosa Lundell — Русселия мохнатая
- Russelia worthingtonii B.L.Turner